# Philippa của Lancaster
Philippa của Lancaster (tiếng Bồ Đào Nha: Filipa; 31 tháng 3 năm 1360 – 19 tháng 7 năm 1415) là Vương hậu Bồ Đào Nha từ năm 1387 đến năm 1415 với tư cách là vợ của João I của Bồ Đào Nha. Sinh ra trong dòng dõi vương thất Anh, cuộc hôn nhân của Philippa đã đảm bảo Hiệp ước Windsor và sinh ra một những người con được gọi là "Thế hệ lừng lẫy " ở Bồ Đào Nha. Bà là Vương hậu người Anh duy nhất của Bồ Đào Nha.